# Fontana (metropolitana di Catania)
Fontana è una fermata della Metropolitana di Catania.
I lavori iniziarono il 30 dicembre 2015; l'apertura dell'intera tratta era prevista per novembre del 2018 ma a causa della crisi della ditta appaltatrice, la CMC di Ravenna, i lavori furono fermati e ripresi nella primavera del 2019. I ripetuti rallentamenti dei lavori hanno fatto slittare più volte l'apertura. La stazione è stata inaugurata il 22 luglio 2024.
In essa è esposta temporaneamente una parte della collezione dell'ex Museo Biscari conservata in precedenza al Museo Civico Castello Ursinoe mosaici delle Catacombe di Domitilla. 

## Ubicazione
La stazione (sotterranea) è stata costruita sotto il viale Felice Fontana, dal quale prende il suo nome, quasi al termine della Circonvallazione di Catania, in prossimità del complesso ospedaliero Garibaldi-Nesima a cui si accede direttamente attraverso un apposito tunnel. La stazione è di tipologia differente dal resto delle stazioni esistenti; è simile alla successiva stazione di Monte Po e si sviluppa su tre piani interrati ai quali si aggiunge il piano di copertura. La fermata serve anche la vicina frazione di Monte Palma.

## Servizi
La stazione è dotata di:
- Ascensori per disabili;
- Scale mobili;
- Servizio di video sorveglianza;
- Biglietteria automatica;
- Annuncio sonoro annunciante l'arrivo dei treni.

## Interscambio
Il progetto della stazione prevede, in corrispondenza dell'ingresso lato nord, la realizzazione di un parcheggio per l'interscambio con i mezzi privati e i mezzi pubblici di superficie capace di ospitare 850 auto e 30 bus . Ad agosto 2024, il parcheggio risulta non operativo.
- autobus urbani dell'AMTS[10]
- autobus extraurbani FCE [11]
- Parcheggio scambiatore (non operativo)

## Galleria d'immagini

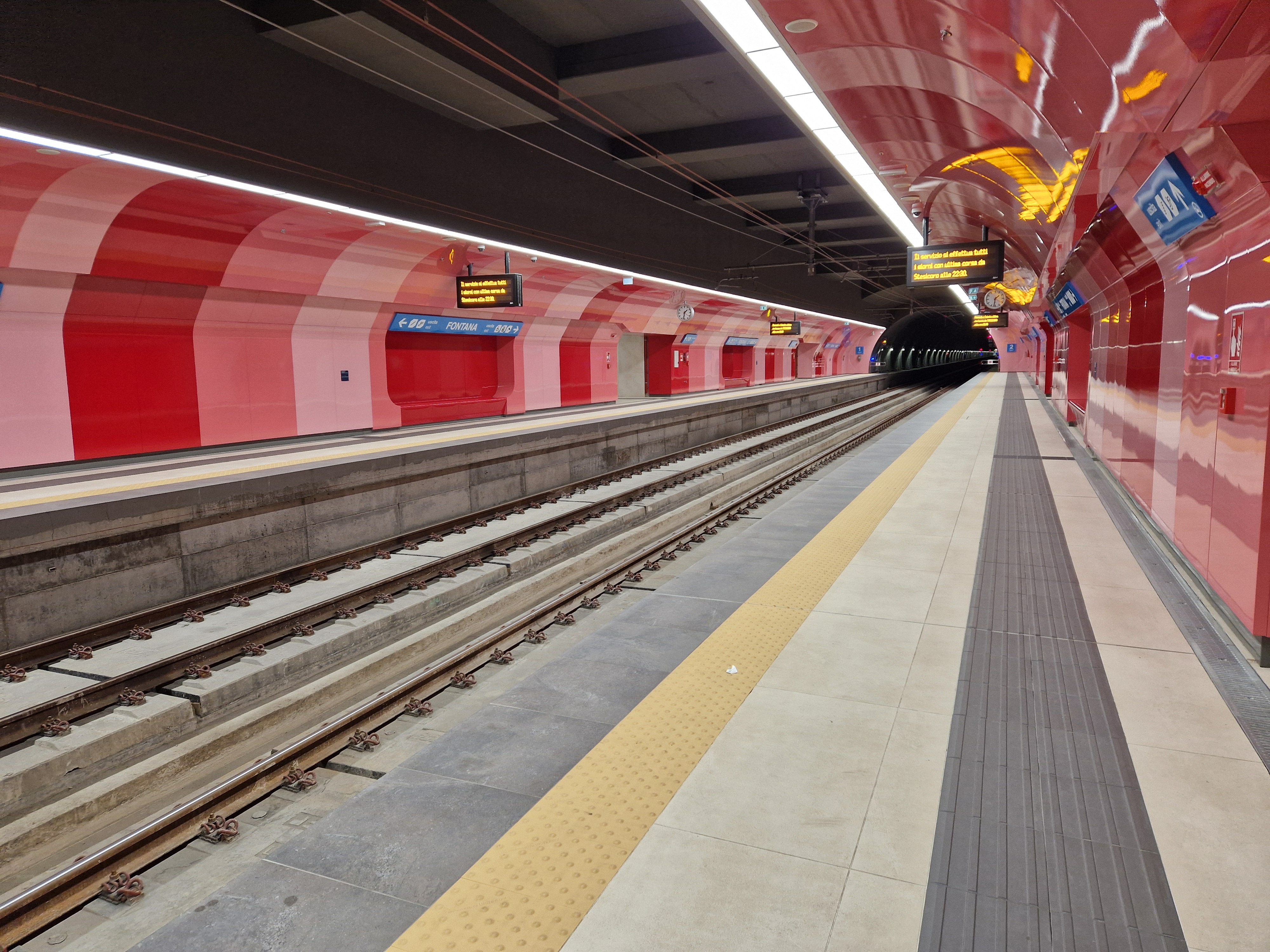
Veduta dei binari.
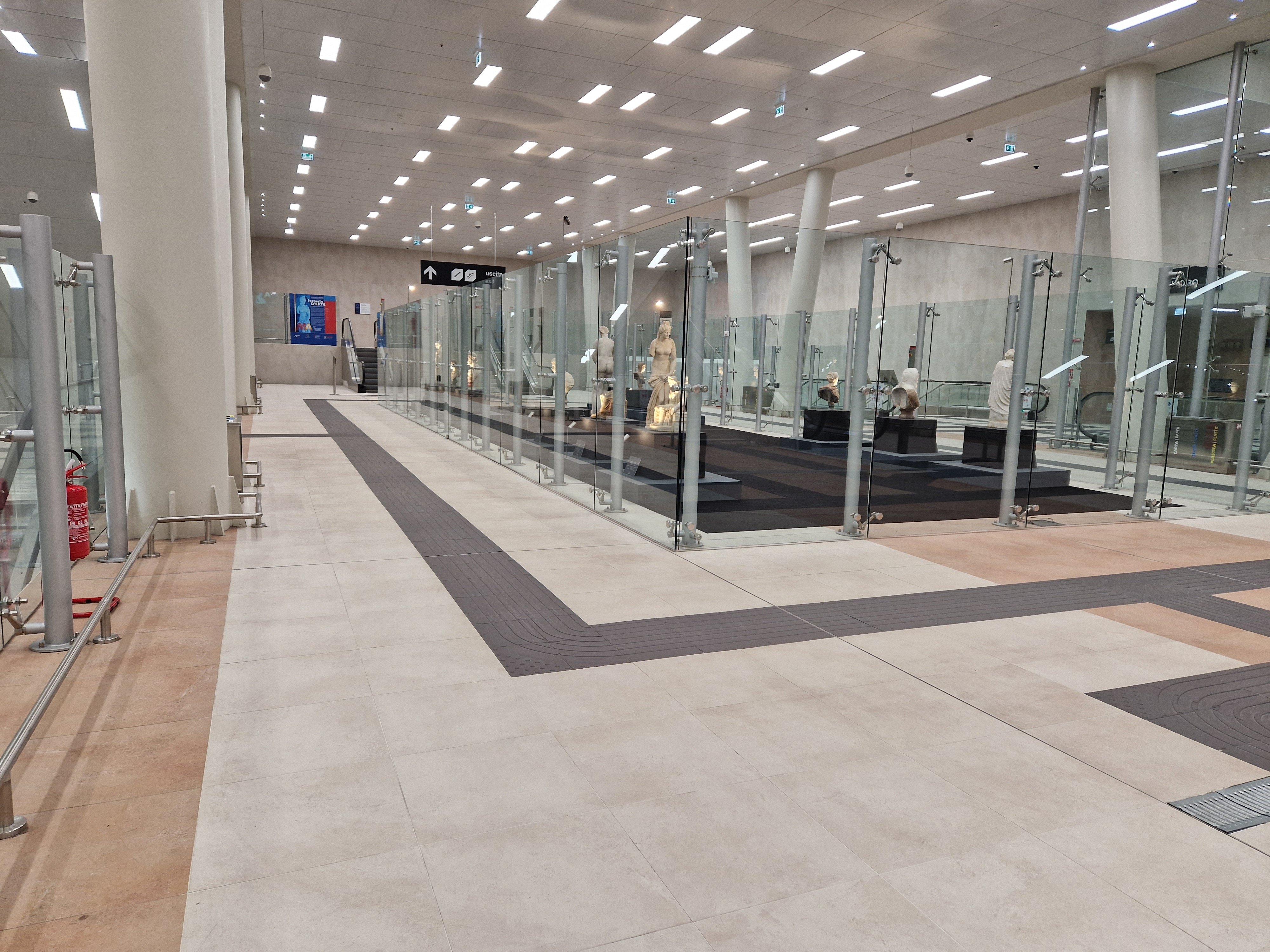
Veduta del piano intermedio con l'esposizione artistica.
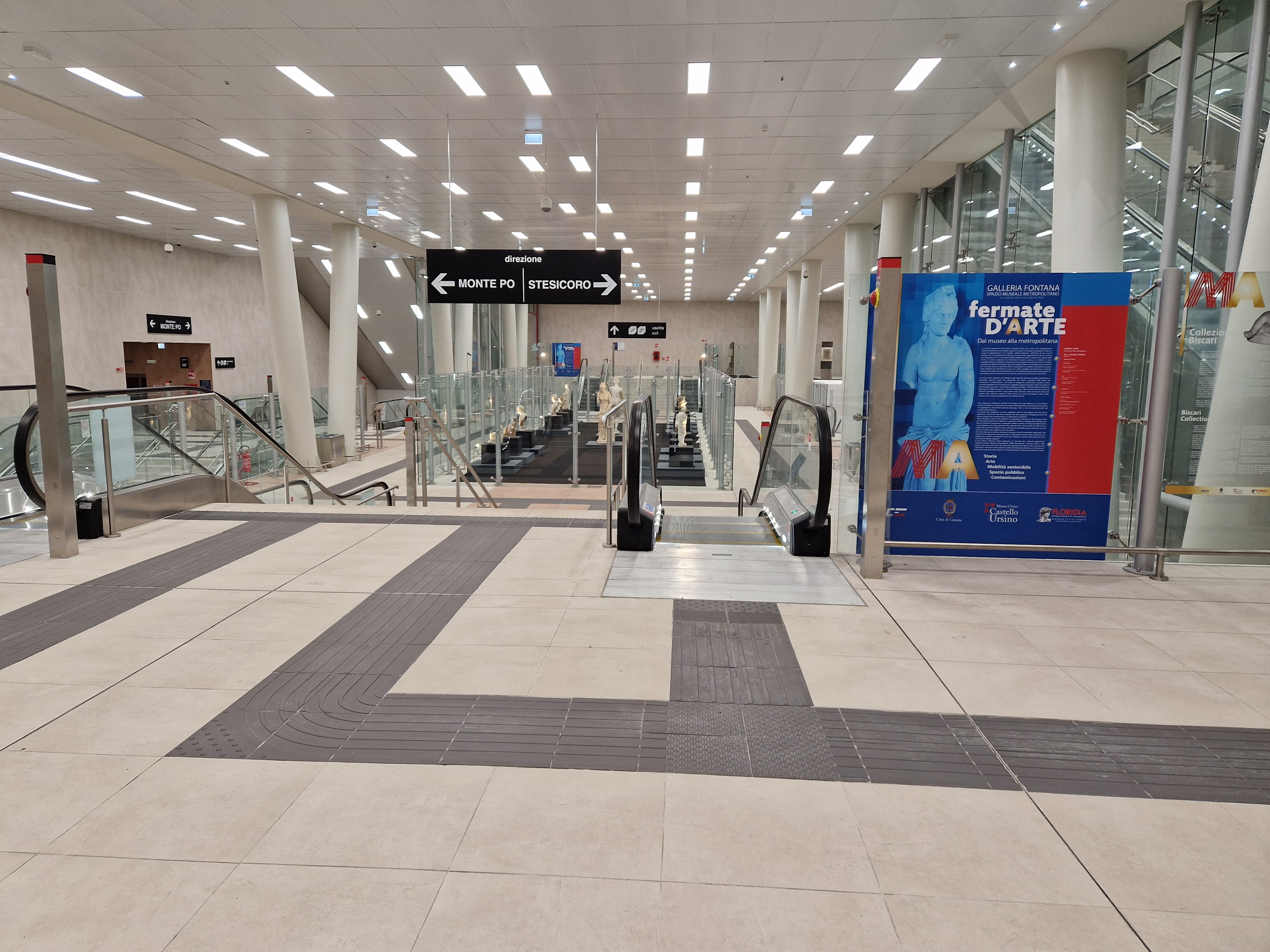
Scale mobili.
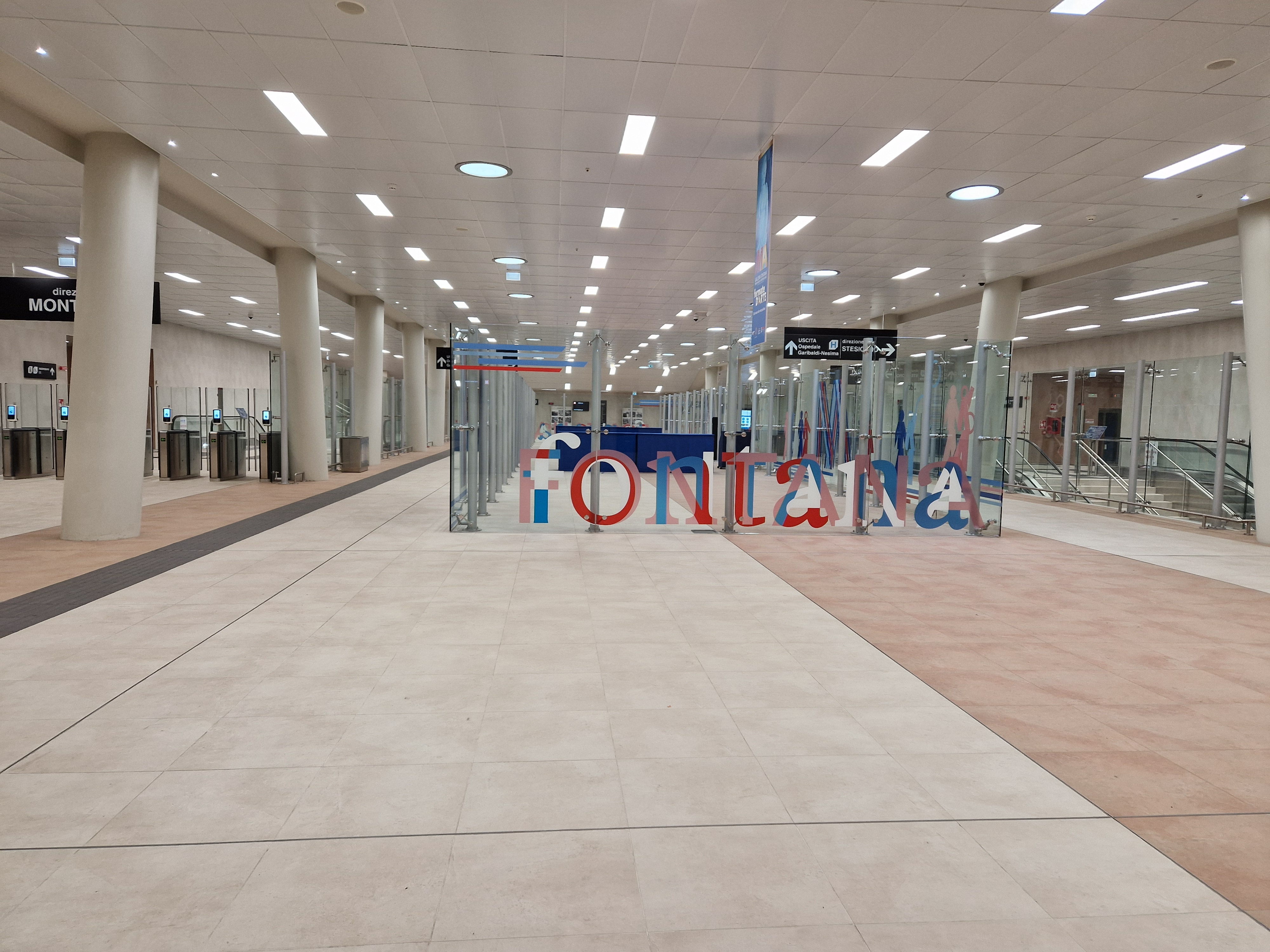
L'ingresso al primo piano.
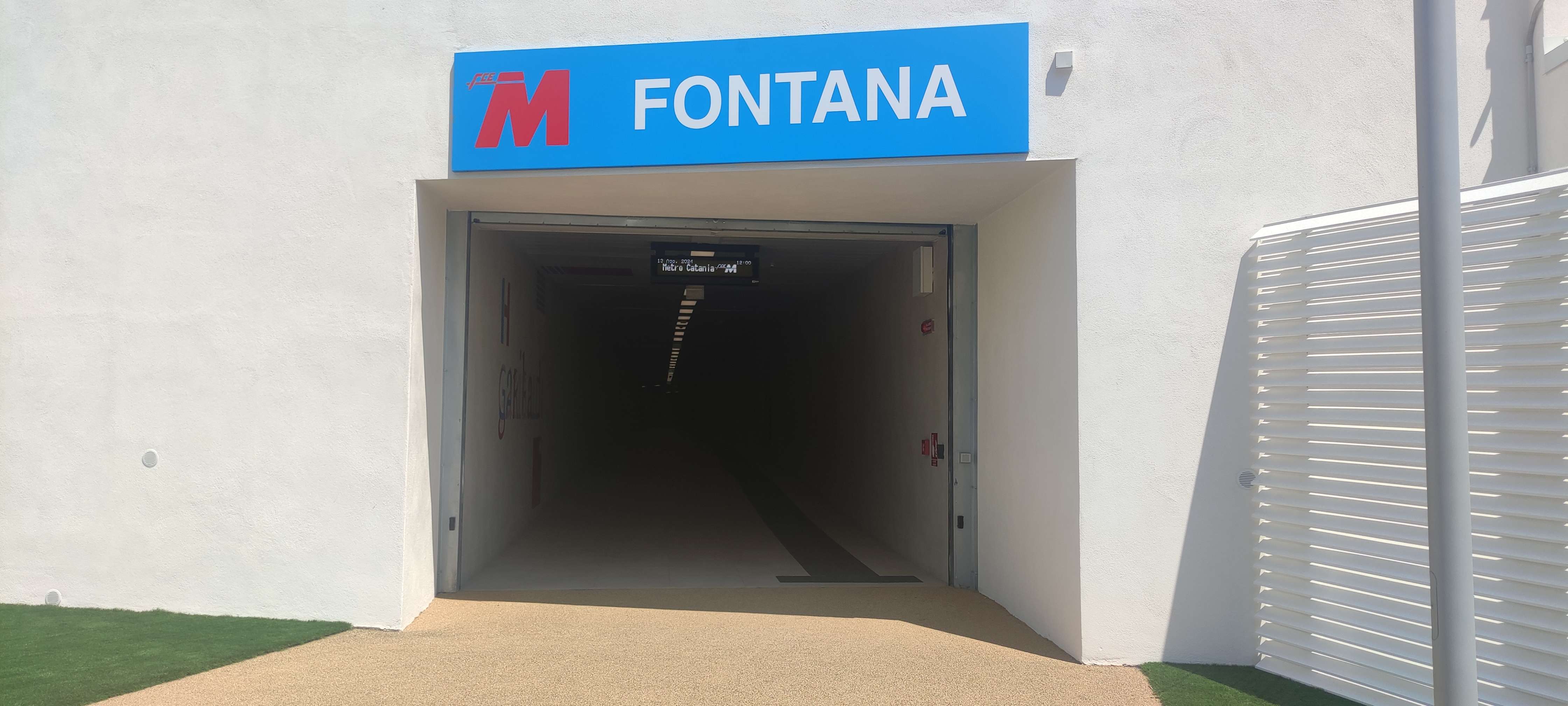
Ingresso alla stazione posto all'interno complesso ospedaliero Garibaldi-Nesima